# Amr Mansi
Amr Mansi (* 13. Juni 1982 in Alexandria) ist ein ehemaliger ägyptischer Squashspieler.

## Karriere
Amr Mansi begann seine Karriere 2002 und gewann zwei Titel auf der PSA World Tour. Seine höchste Platzierung in der Weltrangliste erreichte er mit Rang 46 im März 2007. Bei Weltmeisterschaften trat er mehrmals in der Qualifikation an, erreichte aber nie das Hauptfeld. Er beendete 2011 seine Karriere, etablierte aber bereits 2010 als Turnierdirektor das El Gouna International. Diese Position füllt er seit seinem Karriereende aus, daneben organisiert er noch weitere Sportveranstaltungen in Ägypten.

## Erfolge
- Gewonnene PSA-Titel: 2